# Haute tension
Pour les articles homonymes, voir HTA, HTB, MT et Haute tension (homonymie).
 (juin 2012).
Si vous disposez d'ouvrages ou d'articles de référence ou si vous connaissez des sites web de qualité traitant du thème abordé ici, merci de compléter l'article en donnant les références utiles à sa vérifiabilité et en les liant à la section « Notes et références ».

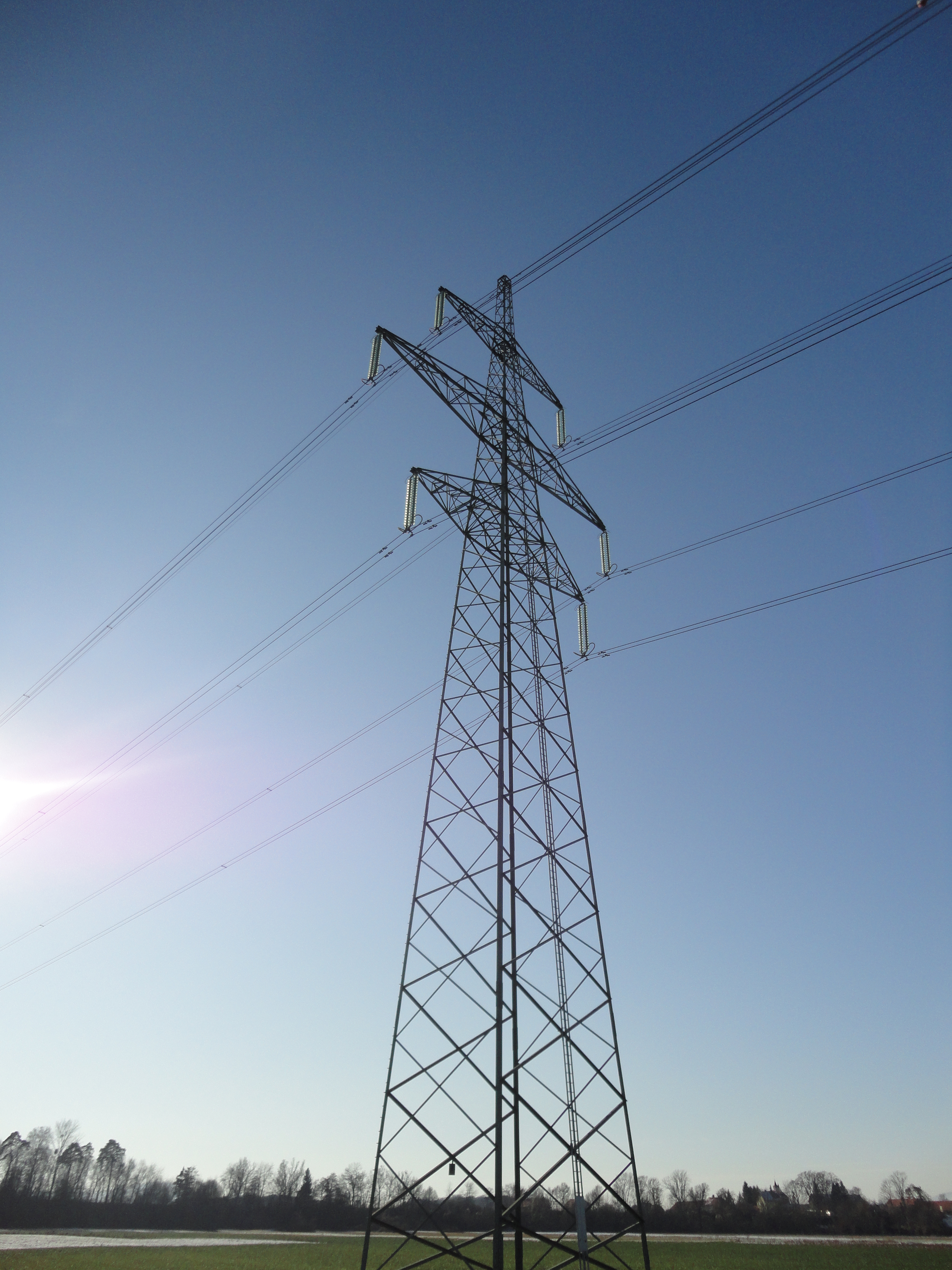
Lignes haute tension à proximité de la centrale hydroélectrique de Zlatoličje

La haute tension est un terme qui caractérise, selon des normes européennes, les valeurs de la tension électrique supérieures à 1 000 volts en courant alternatif et 1 500 volts en courant continu.

## France
En France, on distingue deux domaines de hautes tensions :
- le domaine haute tension A (ou HTA), concerne les installations électriques dans lesquelles la tension :
  - excède 1 000 volts sans dépasser 50 000 volts en courant alternatif,
  - ou excède 1 500 volts sans dépasser 75 000 volts en courant continu[1] ;
- le domaine haute tension B (ou HTB) concerne les installations électriques dans lesquelles la tension :
  - excède 50 000 volts en courant alternatif[2],
  - ou excède 75 000 volts en courant continu[1].

D'autres termes ont été utilisés couramment par le passé :
- extra-haute tension, pour désigner les tensions alternatives de 300 à 800 kV ;
- ultra-haute tension, dans les années 1990, il y a eu un projet 1 100 kV très avancé au Japon avec essais de prototypes, mais à ce jour[Quand ?] il n'a été exploité qu'en 550 kV[réf. nécessaire][3]. La Chine possède aujourd'hui au moins une ligne de 1 100kV.

L'appellation très haute tension (THT) est quant à elle une dénomination de la classe des tensions utilisées dans les anciens téléviseurs à tube cathodique. 
Jargon utilisé dans le groupe EDF : 
BT, MT, HT, THT sont des appellations, correspondant à des valeurs particulières, ce qui les rend proscrites par le code du travail depuis l'édition de la NF C 18-510 car ne correspondant pas à des valeurs objectives appréciables par les personnes qui interviennent selon le domaine, soit en entreprise tiers, selon la réglementation du travail, soit sur les réseaux publics où, auparavant, il était fait usage de catégories de tensions définies par les arrêtés techniques du 13/02/1970 ou du 26/05/1978.